# LG G6
LG G6 — смартфон компанії LG, який відноситься до серії LG G. Був представлений на Mobile World Congress 26 лютого 2017, як наступник смартфона LG G5. 
G6 відрізняється своїм 5,7-дюймовим дисплеєм, який має довше співвідношення сторін, 2:1 (продається як 18:9), ніж співвідношення сторін 16:9 у більшості смартфонів. Варіант під назвою LG G6+ був анонсований 19 червня 2017 року з 128 ГБ пам’яті та Hi-Fi Quad DAC.

## Характеристики смартфону

### Зовнішній вигляд
LG G6 використовує металевий корпус зі скляною підкладкою та має ступінь захисту від води та пилу IP68. Смартфон має MIL-STD-810G - американський військовий стандарт, що регламентує рівень захисту обладнання від різних зовнішніх впливів (вібрація, волога, удари, температура тощо). Він доступний у чорному, білому та сріблястому кольорах. G6 оснащений 1440p FullVision IPS LCD з діагоналлю 5,7 дюйма. LG заявила, що планує, що G6 буде телефоном з великим екраном, який все одно буде компактним і можливим для використання однією рукою; дисплей використовує співвідношення сторін 2:1 (продається як «18:9»), який вище, ніж дисплеї 16:9, які використовуються на більшості смартфонів. G6 також був розроблений з тонкими рамками і трохи менший за розміром, ніж G5.  Щоб забезпечити укріплення навколо кутів дисплея, сама панель дисплея має закруглені краї. Дисплей також підтримує HDR10, Dolby Vision і HDR-відео.
На відміну від LG G3, G4 і G5, акумулятор LG G6 не підлягає заміні користувачем.

### Апаратне забезпечення
G6 використовує систему на кристалі Qualcomm Snapdragon 821 з 4 ГБ оперативної пам’яті. Він пропонується в моделях з 32 ГБ та 64 ГБ внутрішньої пам’яті, яку можна розширити за допомогою SD-карти. G6+, з іншого боку, має 4 ГБ оперативної пам’яті та 128 ГБ внутрішньої пам’яті. G6 містить акумулятор ємністю 3300 мА·год; на відміну від G5, він не є легкодоступним для користувачів. Моделі для США підтримують бездротову зарядку, а всі моделі підтримують Qualcomm Quick Charge 3.0. Моделі на окремих азійських ринках включали чотири цифро-аналогові перетворювачі (DAC) для покращення звуку. G6 відкидає модульну систему аксесуарів G5, яка була розкритикована критиками. Подібно до G5, G6 має подвійну задню камеру зі стандартними та ширококутними датчиками. На відміну від G5, де ззаді основна камера має роздільну здатність 16 мегапікселів, а ширококутна задня камера має роздільну здатність лише 8 мегапікселів, обидві камери мають роздільну здатність 13 мегапікселів.

### Програмне забезпечення
LG G6 поставляється з Android 7.0 «Nougat» і LG UX. Деякі з внутрішніх програм LG мають покращені ландшафтні режими, призначені для доповнення до дисплея 2:1; додаток для камери має режими зйомки, призначені для використання з квадратними фотографіями із співвідношенням сторін 1:1, і може відображати бічну панель камери під час зйомки традиційних фотографій 4:3. Розмір екрана також доповнює вбудований режим розділеного екрана Android Nougat для одночасного запуску кількох програм. LG оголосила, що надасть рекламну пропозицію «G6 Game Collection» із внутрішньоігровим вмістом на суму 200 доларів США для шести ігор у Google Play Store (Cookie Jam, Crossy Road, Genies & Gems, Spider-Man Unlimited, SimCity: BuildIt і Temple Run 2), орієнтований на ті, що створені для гри однією рукою та оптимізації співвідношення сторін.
У травні 2018 року LG почала розповсюджувати оновлення для Android Oreo.
У вересні 2019 року для LG G6 був випущений Android 9.0 «Pie», хоча деякі варіанти телефони не отримують оновлення або система оновлення FOTA не працює належним чином на цих смартфонах.

## Критика
Корейський флагман LG G6 надійшов у продаж наприкінці березня 2017 року і на сьогоднішній день отримав досить високу оцінку серед користувачів. CNET порівняв G6 з минулорічним G5, а також його основним конкурентом, Samsung Galaxy S8. Дизайн G6 похвалили за те, що він більш елегантний і експансивний, ніж G5, хоча і менш елегантний, ніж аналогічний, але вигнутий дизайн Galaxy S8. LG засудили за перехід на незнімний акумулятор, але саму батарею похвалили за більшу ємність, ніж у G5. Було визнано, що, хоча G6 не містить найновішу систему на чипі Qualcomm Snapdragon 835 (через що Galaxy S8 працює краще в тестах, ніж G6), між ними не було помітної різниці в продуктивності насправді. Камери також похвалили за створення «чітких і яскравих зображень», якість яких на рівні з іншими останніми флагманськими телефонами. На завершення CNET вважає, що G6 може сподобатися користувачам, які втратили довіру до Samsung після відкликання Galaxy Note 7, стверджуючи, що «хоча в ньому немає нічого нового чи гідного шуму, він є найбільш ходовим і широко привабливим телефоном LG"